# Diplolaena dampieri
Diplolaena dampieri là một loài thực vật có hoa trong họ Cửu lý hương. Loài này được Desf. mô tả khoa học đầu tiên năm 1817.